# Ávalon (Marvel Comics)
Otro Mundo es una dimensión ficticia que aparece en los cómics estadounidenses publicados por Marvel Comics. Es más comúnmente conocido como, y basado en, el mítico Ávalon del celta y más específicamente de la mitología galesa.
Ávalon apareció por primera vez en Fantastic Four # 54 (septiembre de 1966) de Stan Lee y Jack Kirby. La dimensión de Ávalon fue referida como Otro Mundo por primera vez en Capitán Britania  # 1 (octubre de 1976) por Chris Claremont, Herb Trimpe y Fred Kida.

## Descripción general
El Otro Mundo es un pequeño cuerpo planetario de otra dimensión ubicado en una dimensión de "bolsillo" adyacente a la Tierra que está formado por el subconsciente colectivo de los habitantes de las islas británicas (Reino Unido y República de Irlanda).
Si bien la dimensión de Otro Mundo también se conoce como Ávalon, la isla de Ávalon es en realidad solo una pequeña parte de la dimensión más grande que es Otro Mundo. Otros lugares dentro de esta dimensión incluyen Fomor, hogar de los fomorianos, Annwn, hogar de los muertos y muchos otros lugares asociados con la mitología celta. La Ciudadela Starlight es el hogar de Roma y la base del Captain Britain Corps.
En general, Otro Mundo es un mundo de alta fantasía; Dioses, elfos, dragones y muchos más viven en pueblos pequeños y grandes castillos sin industria pesada. Grandes bosques y lagos brillantes separan las varias islas y ubicaciones entre sí. Sin embargo, el otro mundo no es primitivo; Mientras que la hechicería y la magia son parte de la vida diaria, el Capitán Britania y Ávalon poseen tecnología muy avanzada.

## Historia
En la antigüedad, había muchas maneras de viajar de la Tierra a Ávalon y viceversa, creadas por hombres poderosos conocidos como los Doce Caminantes. Seis de los Doce Caminantes se corrompieron y crearon caminos falsos que llevarían a los viajeros a lugares peligrosos o locura. Las acciones de estos malvados caminantes causaron una reacción violenta de los habitantes humanos de la Tierra contra todas las criaturas mágicas y muchas de estas criaturas siguieron los caminos para trasladarse a Otro Mundo. La mayoría de los caminos entre la Tierra y Ávalon fueron destruidos y solo quedan unos pocos.
Después de la muerte del Rey Arturo, Merlín llevó su cuerpo a Ávalon. De alguna manera, la ciudad de Camelot también fue llevada a Ávalon, incluidos todos los Caballeros de la Mesa Redonda.

### Merlyn, Roma y la Ciudadela Starlight
Merlyn creó la Ciudadela Starlight, ubicada en una isla diferente a Ávalon. De la Ciudadela Starlight, fundó el Captain Britain Corps, un grupo de héroes sobrehumanos que patrullarían las innumerables Tierras del Omniverso. Merlyn se convirtió en el Guardián Omniversal y fue asistido en su tarea por el Majestor Omniversal / Majestrix. Su tarea consistía en proteger al Omniverso contra cualquier amenaza y la tecnología que Merlyn proporcionó era capaz de destruir universos enteros que eran una amenaza. Cuando apareció Mad Jim Jaspers, Merlyn fingió su muerte y fue reemplazado por Roma como Guardián Omniversal. Saturnyne se convirtió en el Omniversal Majestrix.
Años más tarde, Mente Maestra conquistó la isla de la Ciudadela Starlight, destruyó la mayor parte del Captain Britain Corps y se disfrazó de Roma. Mente Maestra quería el Amuleto de la Derecha y la Espada del Poder, dos artefactos místicos que una vez le dieron poder a Brian Braddock, también conocido como el Capitán Britania y su enemigo Joshua Stragg, el Segador. Braddock encontró los artefactos antes de Mente Maestra, y descubrió que él era el heredero legítimo de ellos. Los usó para derrotar a Mente Maestra, y Roma lo nombró el nuevo gobernante de Otro Mundo, mientras ella permanecía como su consejera. Brian recientemente dejó su trono después de los eventos en House of M y regresó a la Tierra.

### La isla de Ávalon y los dioses celtas
En la isla de Ávalon, hogar de los dioses celtas también conocidos como Tuatha da Danaan, los druidas forjarían el artefacto mágico conocido como el Ojo del Mal. El Ojo fue entregado al Prester John, quien viajó de regreso a la Tierra con él. Los propios dioses celtas tendrían una guerra interminable con los fomorianos, quienes tratarían de invadir Avalon repetidamente. Los dioses celtas recibirían ayuda de Thor para repeler varias invasiones.
Uno de los dioses celtas, la Dama del Lago, protegió a Excálibur, la espada del Rey Arturo. Ella se convirtió en un aliado cercano del Caballero Negro e incluso le dio Excálibur cuando perdió su arma, la Espada de ébano. Años más tarde, la Dama del Lago le dio al Caballero Negro sus nuevas armas: la Espada de la Luz y el Escudo de la Noche. A cambio, el Caballero Negro se convirtió en su protector. El Caballero Negro a menudo viajaba entre la Tierra y Ávalon y buscaba consejo de la Dama del Lago.
Ávalon es también el hogar del Caballero Verde, un espíritu de naturaleza primordial. Desde la Capilla Verde, autoriza a guerreros selectos como sus Pendragones para luchar contra los sirvientes del Señor Rojo y sus seguidores; conocido como la pesadilla. Pendragones del pasado incluyen Arturo, Merlín y los Caballeros de la Mesa Redonda, Robin Hood y los Hombres Felices, el superhéroe de la Primera Guerra Mundial Albion, el detective Dai Thomas, el Capitán Britania, Union Jack y otros.
La Dama del Lago llamó al Caballero Negro "El nuevo Pendragon" cuando le dio la Espada de la Luz y el Escudo de la Noche, no está claro si Dane estaba aprovechando el mismo poder místico que le dio poder a los otros Caballeros Pendragon.
Los Pendragons del Caballero Verde apoyan la naturaleza, la creación y la vida; mientras que el campeón Bane decae, destruye y muere. El Señor Rojo opera desde un reino infernal llamado Anwyn.
Durante la historia de Secret Invasion, los Skrulls invadieron Ávalon donde aparentemente destruyen a la Dama del Lago y al Caballero Verde. Pete Wisdom luego usó el fragmento para liberar a Merlín de su encarcelamiento, quien logró revivir al Capitán Britania. Cuando Merlín le dio al Capitán Britania, el Excalibur, solía terminar con la invasión de Gran Bretaña por parte de los Skrull. Más tarde, Pete Wisdom devolvió la vida a la Dama del Lago y al Caballero Verde.
Durante la historia de la Guerra del Caos, Amatsu-Mikaboshi dirigió un ejército de dioses alienígenas esclavizados en una invasión del Otro Mundo donde derrotaron al Rey Arturo y sus aliados. Sin embargo, Otro Mundo fue restaurado por el dios griego Hércules después de usar sus poderes recientemente mejorados para atrapar a Amatsu-Mikaboshi en una dimensión de bolsillo.

### Los Dioses de Manchester
Un druida llamado Maestro Wilson se materializó espontáneamente en el norte del Otro Mundo como una personificación de la industrialización y urbanización de la Gran Bretaña actual. Sostuvo la creencia de que las monarquías que predominaban en el Otro Mundo durante siglos eran injustas para la gente del pueblo, y que era hora de que el Otro Mundo se urbanizara y modernizara para que pudiera reflejar con mayor precisión el subconsciente colectivo de la Gran Bretaña actual. Para lograr esto, el Maestro Wilson llegó a un acuerdo con el demonio de fuego Surtur de Muspelheim, mediante el cual Surtur proporcionó al Maestro Wilson el poder bruto para construir ciudades mecanizadas masivas conocidas como los "Dioses de Manchester" para hacer la guerra a Merlyn, el Capitán Britania, el Tuatha da Dannan, la Corte de Pendragon y la otra élite gobernante de Otro Mundo. Después de una guerra destructiva, el Maestro Wilson y los Dioses de Manchester obligaron a los líderes del Otro Mundo a firmar un armisticio y rendirse, estableciendo así una democracia parlamentaria en el Otro Mundo.
Sin embargo, cuando Surtur más tarde asaltó los Nueve Reinos de Asgard usando la tecnología de los Dioses de Manchester, los Asgardianos Thor y Loki viajaron al Otro Mundo y se enfrentaron al Maestro Wilson, que lamentaron haber ayudado involuntariamente a Surtur a destruir los salarios y posteriormente se sacrificaron a sí mismo y a los Dioses de Manchester. para detener el plan de Surtur de quemar todo en los Nueve Reinos.

## Inhabitantes notables

### Individuos
- Capitán Britania y Meggan: Cuando Brian Braddock se convirtió en gobernante de Otro Mundo, se mudó junto con Meggan para vivir en Otro Mundo. Después de la desaparición de Meggan durante House of M, Brian regresó a su planeta natal Tierra-616.
- Caballero Verde: Lord Bercilak de Hautdesert es el Caballero Verde de origen desconocido.
- Rey Arturo: El gobernante de Camelot.
- La Dama del Lago: una diosa celta que vive tanto en Camelot como en la Tierra al mismo tiempo.
- Merlín: el mago que era un aliado del rey Arturo.
- Merlyn: Ex Guardián Omniversal que se hizo pasar por el Merlín de la leyenda. Se desconoce su ubicación actual, pero a menudo visita a su hija, Roma.
- Roma: Guardiana Omniversal, actual líder de Otro Mundo.
- Opal Luna Saturnyne: Omniversal Majestrix, sirviente de romaníes y ex habitante de la Tierra 9.

### Grupos
- El Captain Britain Corps se basa en Otro Mundo, aunque la mayoría de los Captain Britains viven en su propia Tierra y solo vienen a Otro Mundo para reunirse.
- Los Dioses Celtas de Marvel Comics viven en la isla de Avalon, incluido Leir.
- Los Caballeros de Pendragon de Marvel Comics fueron transportados junto con Camelot a la isla de Avalon.

## Otras versiones
- En Avataars: Covenant of the Shield, Eurth's Avalon es un reino gobernado por el Capitán Avalon y protegido por los Campeones del Reino.[12]